# استیو برودی (هنرپیشه)
استیو برودی (انگلیسی: Steve Brodie؛ ۲۱ نوامبر ۱۹۱۹ – ۹ ژانویهٔ ۱۹۹۲) یک هنرپیشه اهل ایالات متحده آمریکا بود.